# Blang Cot Baroh
Blang Cot Baroh is een bestuurslaag in het regentschap Bireuen van de provincie Atjeh, Indonesië. Blang Cot Baroh telt 739 inwoners (volkstelling 2010).